# Narada Michael Walden
Michael Walden (Kalamazoo, Míchigan, 3 de abril de 1952) es un productor, baterista, cantante, y compositor estadounidense. Su nombre Nārada se lo dio el guru Sri Chinmoy a comienzos de los 70s y su carrera musical abarca tres décadas, en las cuales ha sido premiado con varios discos de oro, platino y multiplatino. Michael Walden ha sido dueño y ha trabajado en los Estudios Tarpan, un estudio muy conocido desde mediados de los 80 en San Rafael, California.   
En 2012 publica el libro homenaje "Whitney Houston: The Voice, the Music, the Inspiration", en el que narra la trayectoria musical de la artista.

## Logros
Canciones número uno en las que ha colaborado:
- Whitney Houston
  - «How Will I Know»
  - «I Wanna Dance With Somebody (Who Loves Me)»
  - "So Emotional»
  - «All The Man That I Need»
  - «(Where Do Broken Hearts Go)»

- Mariah Carey
  - «I Don't Wanna Cry»
- Aretha Franklin
  - «Freeway Of Love»
- Starship
  - «Nothing's Gonna Stop Us Now»
- Lisa Fischer
  - «How Can I Ease The Pain»
- Al Jarreau
  - «Heaven & Earth»

Ha contribuido a un diverso rango de géneros musicales, incluyendo rock, jazz, pop, R&B y fusión.
Le fue otorgado el premio a Productor del Año en 1987, Álbum del Año en 1993 por la banda sonora de la película El guardaespaldas y Canción del Año en 1985 por "Freeway of Love" de Aretha Franklin. También fue nombrado como uno de los "Top Ten Producers With the Most Number One Hits" por Billboard magazine.

## Discografía
- Garden of Love Light - 1976
- I Cry, I Smile - 1977
- Awakening - 1979
- The Dance of Life - 1979
- Victory - 1980
- Confidence - 1982
- Looking At You, Looking At Me - 1983
- The Nature of Things - 1985
- Divine Emotions - 1988

### Sencillos
- «Gimme, Gimme, Gimme» (1985)
- «Divine Emotions» (1988)

## Bandas Sonoras
- Beverly Hills Cop II
- Perfect
- Licencia para matar
- El guardaespaldas
- Jason's Lyric
- 9½ Semanas
- Crooklyn
- Free Willy
- Mannequin
- The Associate
- Now and Again
- Innerspace

## Otras Colaboraciones
- Stacy Lattisaw "Let Me Be Your Angel" (álbum), "With You" álbum, Sneakin' Out (álbum), "Sixteen" (álbum) and "Perfect Combination" (álbum).
- Al Green ("Your Heart's in Good Hands")
- Shanice Wilson ("I Love Your Smile," "I Hate to Be Lonely")
- Ray Charles
- Diana Ross ("Take Me Higher")
- George Michael & Aretha Franklin, 1987 duet "I Knew You Were Waiting (For Me)"
- Wild Orchid
- Tevin Campbell (Tell Me What You Want Me To Do, Don't Say Goodbye Girl)
- Ángela Bofill
- MyTown
- Steve Winwood
- Phaze II
- Regina Belle-Passion ("Baby Come to Me")
- Andy Vargas
- Debelah Morgan
- Jai
- Jermaine Stewart ("We Don't Have to Take Our Clothes Off")
- Natalie Cole ("Good to Be Back")
- Clarence Clemons
- Puff Johnson
- Eddie Murphy ("Put Your Mouth On Me")
- Carl Carlton ("The Bad CC")
- Robert Fripp
- Weather Report ("Black Market")
- Michelle Gayle ("Sweetness", "Freedom", "Happy Just To Be With You", "Baby Don't Go", "All Night Long")
- Amii Stewart
- Allan Holdsworth ("Velvet Darkness" LP, CD)
- Jeff Beck, álbum "Wired"
- Sister Sledge, álbum "All American Girls"
- Sheena Easton, ("So Far, So Good", del soundtrack original de la película "About Last Night")